# Osa (fiume)
La Оsa (in russo Оса?; in lingua buriata: Оhо) è un fiume della Russia siberiana orientale, affluente di destra dell'Angara, ora tributario del bacino idrico di Bratsk. Scorre nell'Osinskij rajon dell'oblast' di Irkutsk.
Il suo nome deriva dalla parola mongola us, che significa fiume.
Il fiume scorre in direzione sud-occidentale in una zona montagnosa, gira in seguito a nord-ovest, passa dall'omonimo villaggio e sfocia nella baia Osinskij del bacino di Bratsk, a 1 520 km dalla foce dell'Angara. Il fiume ha una lunghezza di 113 km e il suo bacino è di 1 820 km².